# 340929 Bourgelat
340929 Bourgelat este o planetă minoră (asteroid) din centura de asteroizi. A fost descoperită pe 9 martie 2007 la Saint-Sulpice de Bernard Christophe⁠(d) și a fost numită după Claude Bourgelat⁠(d). 
Obiectul prezintă o orbită caracterizată de o semiaxă mare de 2,2337609596299 UAi, o excentricitate de 0,18382221590658, o înclinație de 2,2175016202155 ° în raport cu ecliptica.